# آیلین نازلیاکا
آیلین نازلیاکا (ترکی استانبولی: Aylin Nazlıaka؛ زادهٔ ۳ دسامبر ۱۹۶۸) سیاست‌مدار، اقتصاددان و نماینده مستقل مجلس ترکیه است.

## آموزش و کار حرفه‌ای
او دارای مدرک لیسانس در رشته اقتصاد از دانشگاه فنی خاور میانه است. او همچنین دوره رهبران در حال ظهور را مدرسه کندی هاروارد گذارنده است، او در ۲۴ سالگی شرکت خودش را تأسیس کرد. او در کنفراس‌های داخلی و خارجی در زمینه منابع انسانی سخنرانی می‌کند. سابقاً نمانیده مجلس ترکیه از حزب جمهوری‌خواه خلق بود که از این حزب اخراج شد و دلیل این اخراج این بود که ادعا شد وی تصویر آتاترک را پایین آورده است. او متأهل و دارای دو فرزند است.
وی برای نشان دادن اعتراضش به طرح افزایش اختیارات رجب طیب اردوغان، رئیس جمهور خود را با دست‌بند به تریبون مجلس بست.